# Darren Sharper
Darren Mallory Sharper (3 de novembro de 1975, Richmond, Virgínia) é um ex-jogador de futebol americano que atua na posição de safety na National Football League. Ele foi contratado pelo Green Bay Packers em 1997 no Draft da NFL. Se aposentou jogando pelo New Orleans Saints.
Sharper foi cinco vezes para o Pro Bowl, e foi nomeado para o Time da Decada de 2000 pela liga. Ele também jogou pelo Minnesota Vikings. Ele é irmão mais novo do ex-linebacker Jamie Sharper.
Em 2014, Darren foi acusado de agressão sexual e estupro de uma mulher na Califórnia. Ele se declarou culpado das acusações e foi sentenciado a nove anos de cadeia.